# Суховоля (Підляське воєводство)
Сухово́ля (пол. Suchowola) — місто в північно-східній Польщі.
Належить до Сокульського повіту Підляського воєводства.

## Демографія
«Село наше велике, 1948 душ, але українців є лише 148 душ» — писали селяни у «Малі друзі», чч. 9–10, 1941.
Демографічна структура станом на 31 березня 2011 року:
|          | Загалом | Допрацездатний вік | Працездатний вік | Постпрацездатний вік |
| -------- | ------- | ------------------ | ---------------- | -------------------- |
| Чоловіки | 1112    | 219                | 760              | 133                  |
| Жінки    | 1177    | 190                | 669              | 318                  |
| Разом    | 2289    | 409                | 1429             | 451                  |